# Java Naming and Directory Interface
Java Naming and Directory Service (JNDI) egy Java API, amellyel a Java kliens név alapján meg tud találni adatot illetve objektumot. Ahogy minden Java API, ami a host rendszerrel kommunikál, a JNDI is az alatta lévő implementációtól függ. Specifikál egy service provider interface-t (SPI) is, amellyel a könyvtár szolgáltatások implementációját lehet beültetni a keretrendszerbe. Az implementációtól függően használhat szervert, fájlt vagy adatbázist.

## Háttér
JNDI-t a Java RMI és a Java EE API-k használják, hogy megtaláljanak egy objektumot a hálózaton. A Jininek saját keresési szolgáltatása van, így nem használja a JNDI-t.
Az API a következő szolgáltatásokat biztosítja:
- egy objektum névhez kötése
- könyvtár keresési interfész, amely alap lekérdezéseket biztosít
- esemény interfész, amely segítségével a kliens informálva van, ha a könyvtár bejegyzés megváltozik
- LDAP kiegészítő, amellyel az esetleges LDAP szolgáltatás képességei vehetők igénybe

Az SPI rész lehetővé teszi gyakorlatilag bármely elnevezési vagy könyvtár szolgáltatás használatát, többek közt:
- LDAP
- DNS
- NIS
- CORBA elnevezési szolgáltatás
- Fájlrendszer

A JNDI első specifikációját a Sun Microsystems adta ki 1997. március 10-én. Jelenleg az 1.2.1-es verzió van érvényben (2012).

## Alapok
A JNDI nevük szerinti hierarchiába rendezi az adatokat. A név bármilyen string lehet, mint például a "com.mydomain.ejb.MyBean". Névként lehet használni egy olyan objektumot is, amely implementálja a Name interfészt, bár a leggyakrabban stringeket használnak. A név hozzá lesz kötve az objektumhoz azáltal, hogy az objektum, vagy egy rámutató referencia eltárolásra kerül a szolgáltatásban a megadott név alatt.
A JNDI API definiál egy kontextust, ami megadja hol keressük az objektumot. A kezdeti kontextus szolgál kezdőpontként a keresésnek.
A legegyszerűbb esetben egy kezdő kontextus kerül létrehozásra, majd extra paraméterek az implementációban adhatók meg. A kezdő kontextusban fogja keresni a szolgáltatás a neveket. A kezdő kontextus ekvivalens a fájlrendszer gyökérkönyvtárával.
Példa a kezdő állapot létrehozására:
```
Hashtable
 
contextArgs
 
=
 
new
 
Hashtable
();

// Először egy context factoryt kell létrehozni.

// A következőképpen lehet választani a jboss implementáció

// vagy a Sun és egyéb szállítók implementációi között.

contextArgs
.
put
(
 
Context
.
INITIAL_CONTEXT_FACTORY
,
 
"com.jndiprovider.TheirContextFactory"
 
);

// A következő argumentum az adatbázisra mutató URL

contextArgs
.
put
(
 
Context
.
PROVIDER_URL
,
 
"jndiprovider-database"
 
);

// Kezdő állapot inicializálása

Context
 
myCurrentContext
 
=
 
new
 
InitialContext
(
contextArgs
);

```

A kontextusban ezután lehet keresni a már bekötött nevek után:
```
MyBean
 
myBean
 
=
 
(
MyBean
)
 
myCurrentContext
.
lookup
(
"com.mydomain.MyBean"
);

```

Egy másik változata a fenti kódnak:
A Context objektumot egy context factory osztály nevét és a szolgáltató URL címét tartalmazó jndi.properties fájl classpath-hoz való hozzáadásával is lehet konfigurálni. A fenti kód az alábbira rövidül:
```
// Csak a kezdő kontext objektumot kell létrehozni ami megpróbálja beolvasni a jndi.properties-t

// a classpath-ból.

Context
 
myCurrentContext
 
=
 
new
 
InitialContext
();

```

A kontextus ezután használható az előzőleg benne eltárolt nevek keresésére:
```
MyBean
 
myBean
 
=
 
(
MyBean
)
 
myCurrentContext
.
lookup
(
"com.mydomain.MyBean"
);

```

## Keresés
Az attribútumok a könyvtár nevű speciális bejegyzésekben tárolódnak. A könyvtárak lehetővé teszik objektumok keresését az attribútumaik alapján. A könyvtárak a kontextusok egy típusa; hasonlóképpen korlátozzák a névteret mint ahogy a könyvtárszerkezet a fájlrendszerben.

## Fordítás
- Ez a szócikk részben vagy egészben  a   Java Naming and Directory Interface című angol Wikipédia-szócikk ezen változatának fordításán alapul.  Az eredeti cikk szerkesztőit annak laptörténete sorolja fel. Ez a jelzés csupán a megfogalmazás eredetét és a szerzői jogokat jelzi, nem szolgál a cikkben szereplő információk forrásmegjelöléseként.